# Patria del Friuli
Patria del Friuli (latin: Patria Fori Iulii, friulisk: Patrie dal Friûl) også kendt som Patriarkatet Aquileia, var i Middelalderen det territorie, der tilfaldt patriarken af Aquileia, og var en af det tysk-romerske riges kirkestater. I 1420 vandt republikken Venedig området, men fortsatte i en rum tid efter at regere det under dets egne love og traditioner.